# مسابقات جهانی ژیمناستیک هنری ۱۹۹۷
مسابقات جهانی ژیمناستیک هنری ۱۹۹۷ سی و سومین دوره مسابقات جهانی ژیمناستیک هنری است که در لوزان، سوئیس از ۳۱ آگوست تا ۷ سپتامبر ۱۹۹۷ میلادی برگزار شده است.

## جدول مدال‌ها
| رده | کشور      |    |    |    | مجموع |
| --- | --------- | -- | -- | -- | ----- |
| ۱   | روسیه     | ۴  | ۴  | ۳  | ۱۱    |
| ۲   | رومانی    | ۴  | ۱  | ۲  | ۷     |
| ۳   | چین       | ۲  | ۴  | ۳  | ۹     |
| ۴   | بلاروس    | ۱  | ۱  | ۱  | ۳     |
| ۵   | آلمان     | ۱  | ۰  | ۰  | ۱     |
| ۵   | فنلاند    | ۱  | ۰  | ۰  | ۱     |
| ۵   | ایتالیا   | ۱  | ۰  | ۰  | ۱     |
| ۵   | قزاقستان  | ۱  | ۰  | ۰  | ۱     |
| ۹   | فرانسه    | ۰  | ۲  | ۰  | ۲     |
| ۱۰  | اسپانیا   | ۰  | ۱  | ۰  | ۱     |
| ۱۰  | مجارستان  | ۰  | ۱  | ۰  | ۱     |
| ۱۲  | ژاپن      | ۰  | ۰  | ۲  | ۲     |
| ۱۳  | کره شمالی | ۰  | ۰  | ۱  | ۱     |
| ۱۳  | اوکراین   | ۰  | ۰  | ۱  | ۱     |
|     | مجموع     | ۱۵ | ۱۴ | ۱۳ | ۴۲    |